# Miserere (film)
Miserere (Oiktos) è un film del 2018 diretto da Mpampīs Makridīs.

## Trama
Un avvocato fortemente dipendente dalla tristezza ha un enorme bisogno di pietà ed è disposto a fare di tutto per riceverla dagli altri. Sua moglie è in coma dopo un incidente e, finché procede la convalescenza, amici e vicini fanno tutto il possibile per confortarlo. Nel frattempo, è alle prese con un nuovo lavoro, assistendo una coppia di fratelli il cui padre è stato brutalmente ucciso ed esamina con interesse tutte le dinamiche dell'omicidio. Quando sua moglie esce miracolosamente dal coma, l'avvocato è angosciato, notando che tutta la pietà ricevuta sta lentamente svanendo.
All'inizio mente alle persone, dicendo che sua moglie è ancora in ospedale, ma una volta che tutti sanno che la donna sta bene, si rende conto che non può continuare con la sua bugia. Infine, decide di autoinfliggersi un'enorme fonte di dolore: prima abbandona il suo cane in mezzo al mare e poi, usando le stesse dinamiche dell'omicidio a cui sta lavorando, uccide suo padre, sua moglie e suo figlio, ma, nonostante tutto, non è ancora in grado di piangere. Alla fine solo il cane sopravvive, nuotando fino alla riva sano e salvo.

## Distribuzione
Il film è stato presentato in anteprima al Sundance Film Festival del 2018, debuttando in Italia alla 36ª edizione del Torino Film Festival.